# Hal·loysita
La hal·loysita és un mineral de la classe dels silicats. Rep el nom pel geòleg belga Jean-Baptiste d'Omalius d'Halloy, (16 de febrer de 1783 - 15 de gener de 1875), qui va descobrir el mineral. Va ser un noble i estadista, pioner de la geologia moderna a Bèlgica.
Fins al mes de setembre de 2022 s'anomenava hal·loysita-7Å, canviant el nom a l'actual degut a les noves directrius aprovades per la CNMNC per a la nomenclatura de polimorfs i polisomes. El 7-Å (Ångström) feia referència al gruix de la capa.

## Característiques
La hal·loysita és un silicat de fórmula química Al₂(Si₂O₅)(OH)₄. Cristal·litza en el sistema monoclínic. És una espècie homologada i diferent de la hal·loysita-10Å, la qual conté dues molècules d'aigua per unitat a la fórmula. Un sinònim seu és metahal·loysita.
Segons la classificació de Nickel-Strunz, la hal·loysita pertany a «09.ED: Fil·losilicats amb capes de caolinita, compostos per xarxes tetraèdriques i octaèdriques» juntament amb els següents minerals: dickita, caolinita, nacrita, odinita, hisingerita, amesita, antigorita, berthierina, brindleyita, cariopilita, crisòtil, cronstedtita, fraipontita, greenalita, kel·lyïta, lizardita, manandonita, nepouïta, pecoraïta, guidottiïta, al·lòfana, crisocol·la, imogolita, neotocita, bismutoferrita i chapmanita.

## Formació i jaciments
Va ser descoberta a Angleur, dins la localitat de Lieja, a la província de Lieja (Valònia, Bèlgica). Tot i tractar-se d'una espècie no gaire habitual ha estat descrita en tots els continents del planeta a excepció de l'Antàrtida. Als territoris de parla catalana ha estat descrita a les mines de Can Tintorer (Gavà, Baix Llobregat), a la pedrera Sansón (Santa Creu d'Olorda, Barcelonès), a la pedrera Berta (Sant Cugat del Vallès-El Papiol, Vallès Occidental-Baix Llobregat). al Turó de Montcada (Montcada i Reixac, Vallès Occidental) i a la mina San Miguel (Ribes de Freser, Ripollès).